# John Kidd (químic)
John Kidd (Westminster, Anglaterra, 10 de setembre de 1775 – Oxford, Anglaterra, 7 o 17 de setembre de 1851) va ser un metge, químic i geòleg anglès que va tenir un paper destacat en el "despertar científic" d'Oxford en els primers anys del segle xix.

## Biografia
Kidd va néixer a Westminster. Era fill d'un oficial naval, i es va educar al Christ Church College, Oxford. Es va convertir en lector de química a Oxford el 1801, i el 1803 va ser escollit primer professor Aldrichian de Química. El 1819 va fer el seu descobriment més important, quan va obtenir naftalè a partir del quitrà del carbó. Després va donar voluntàriament cursos i conferències sobre mineralogia i geologia. Aquests van ser lliurats a les cambres fosques del Museu Ashmolean, on William Conybeare, William Buckland, Charles Daubeny i altres van rebre les seves primeres lliçons de geologia. Kidd va ser un conferenciant popular i instructiu, i gràcies als seus esforços es va establir la càtedra geològica, ocupada per primera vegada per Buckland.
Les dues publicacions geològiques de Kidd —el seu Outlines of Mineralogy (1809) i Geological Essay on the Imperfect Evidence in Support of a Theory of the Earth (1815)— s'han descrit com les que van plantar "les llavors d'una escola de geologia d'Oxford", caracteritzada per una èmfasi distintiu en la teoria diluvial. El 1818 va esdevenir membre del Royal College of Physicians; el 1822 va obtenir la menció de Regius Professor de Medicina en successió de Sir Christopher Pegge; i el 1834 va ser nomenat guardià de la Biblioteca Radcliffe.
El març de 1822 va ser elegit membre de la Royal Society. El 1830 el president de la Royal Society el va nomenar com un dels vuit autors dels Tractats de Bridgewater "sobre el poder, la saviesa i la bondat de Déu tal com es manifesta en la creació". El seu tractat sobre "L'adaptació de la naturalesa externa a la condició física de l'home", que es va publicar el 1833, oferia "una exposició de fets més popular que científica" i es proposava protegir els lectors del materialisme i la transmutació de espècies. Kidd es va negar a "mantenir un argument" sobre la teologia natural, dirigint-se "exclusivament als creients". Va pronunciar l'Oració Harveian davant el Royal College of Physicians el 1836.